# Reinier Craeyvanger
Reinier Craeyvanger (Utrecht, 29 febbraio 1812 – Amsterdam, 10 gennaio 1880) è stato un pittore e musicista olandese. Era bassista e violoncellista. Oltre alle sue opere è noto per le copie di grandi maestri come Jan Steen, Gerard Dou o Frans van Mieris.
Suo fratello Gijsbertus era anche un pittore e suo padre Gerardus era un musicista.
Reinier studiò nella Reale accademia di belle arti di Amsterdam, dove, tra gli altri, fu uno studente di Jan Willem Pieneman.
Fu membro di Arti et Amicitiae e uno dei membri fondatori di De Haagse Etsclub all'Aia.

## Galleria d'immagini

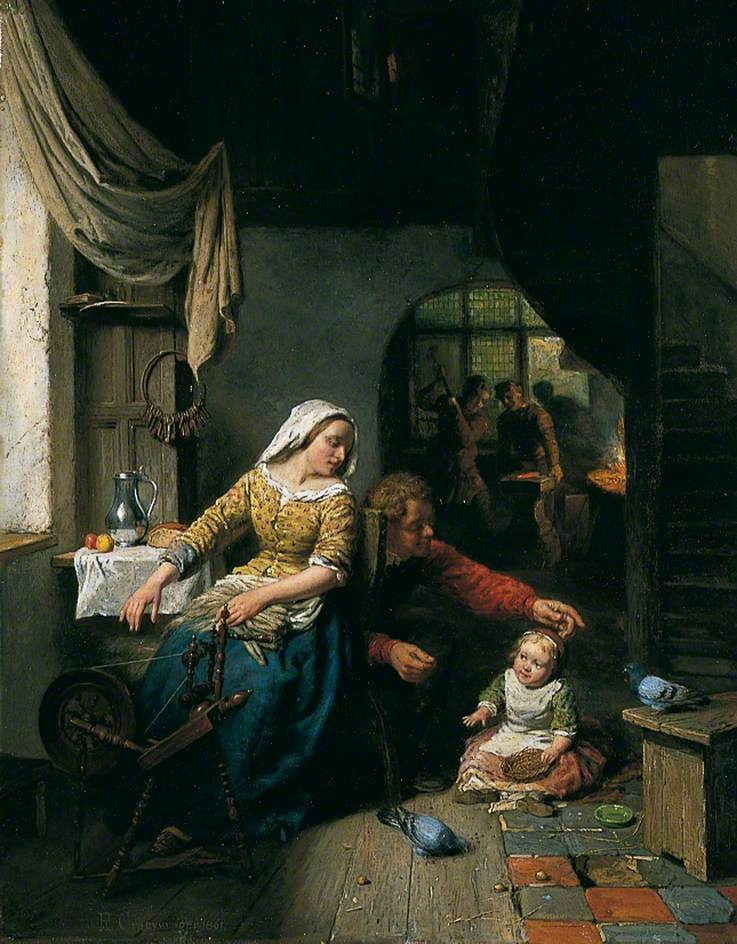
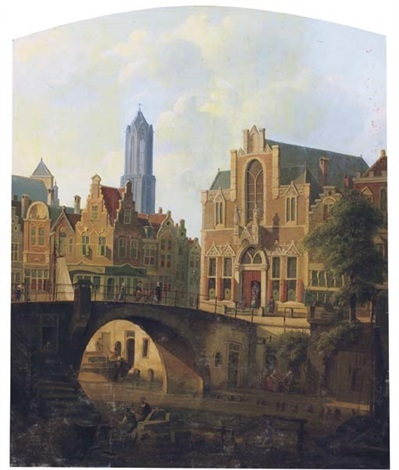
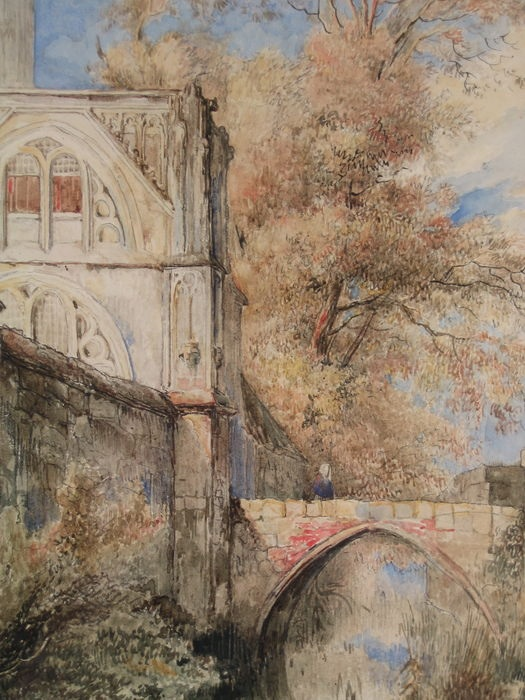
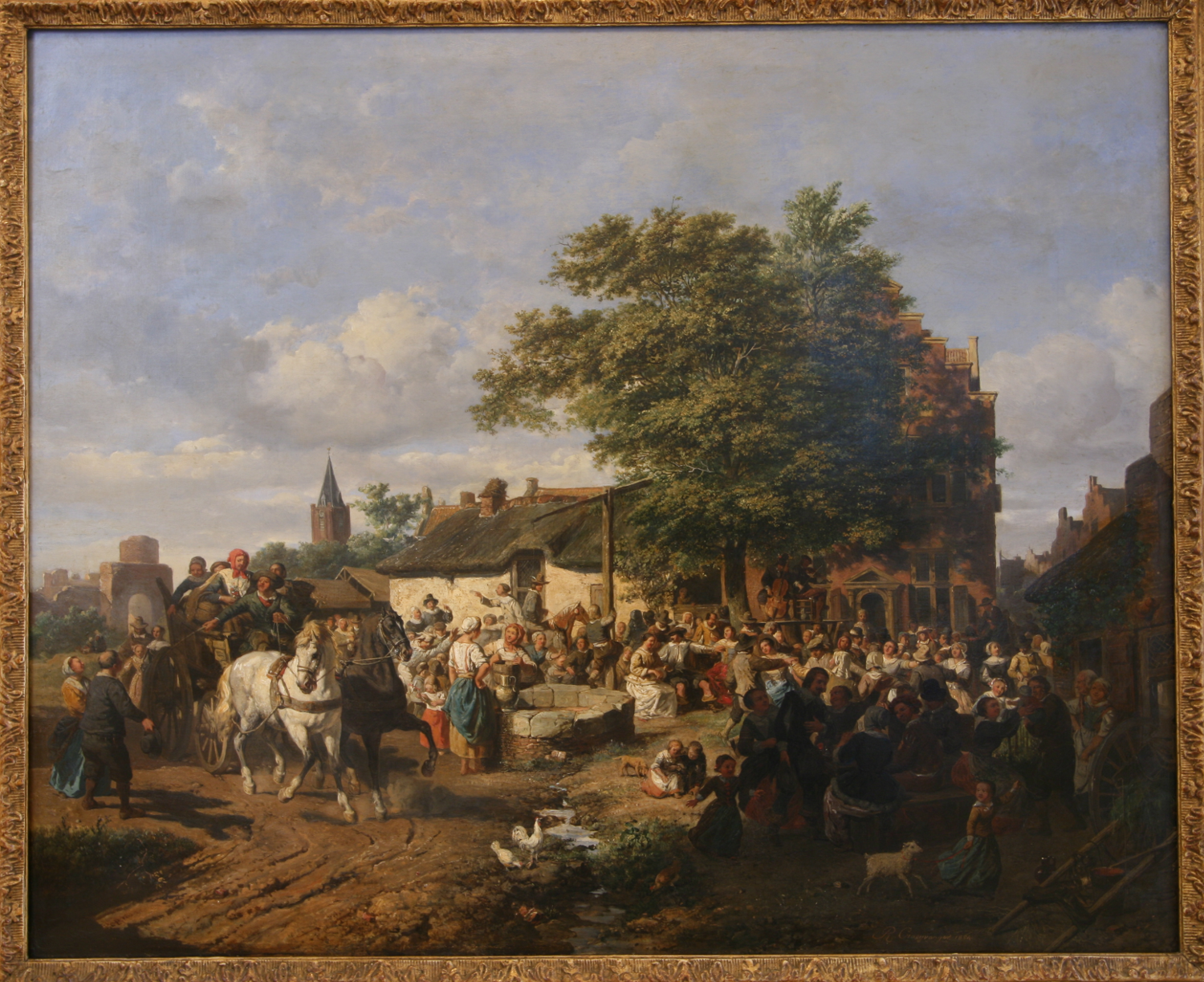